# Funiculaire de Montecatini Terme
43° 53′ 33,6″ N, 10° 47′ 01,07″ E

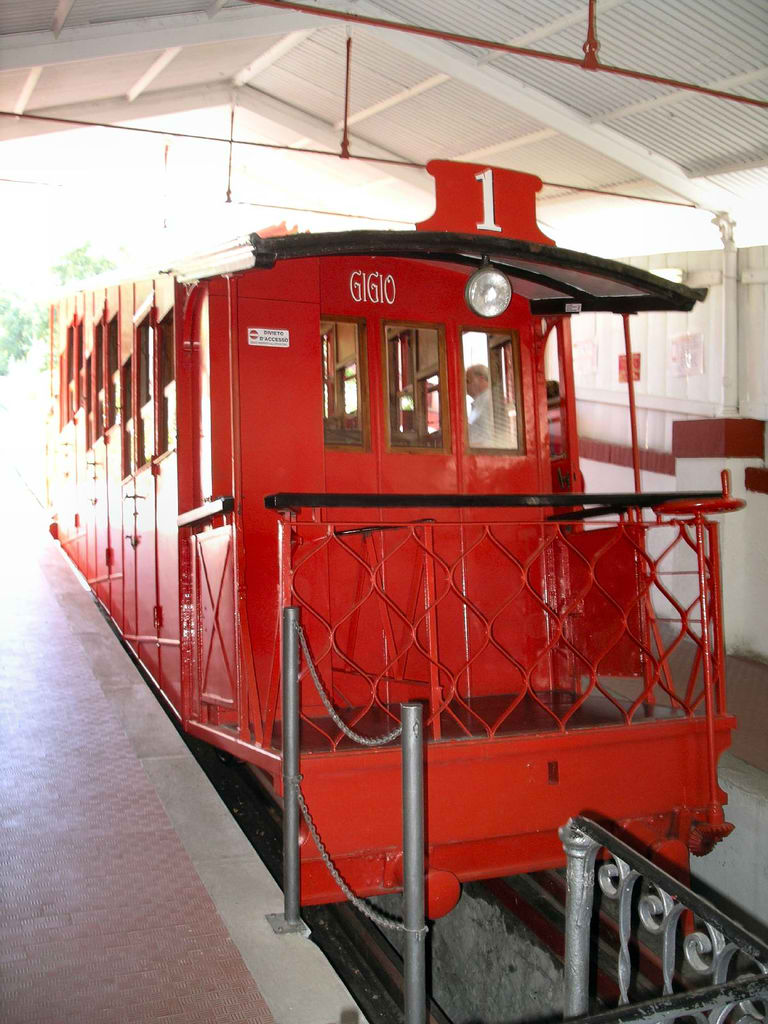
Le funiculaire Gigio au départ.

Le funiculaire de Montecatini Terme est un funiculaire qui relie la commune de Montecatini Terme à la frazione de Montecatini Alto, en province de Pistoia, Toscane.

## Historique
Le funiculaire  est conçu au début des années 1890 par l'ingénieur Alessandro Ferretti qui en obtient la concession en 1896. Construit en seulement deux ans, il est inauguré le 4 juin 1898. 
L'infrastructure  endommagée au cours de la Seconde Guerre mondiale est rouverte après une restauration en 1949. Une nouvelle fois la ligne est fermée,  entre 1977 et 1982, pour des travaux de mise en conformité.

## Caractéristiques techniques
Jusqu'en 1921, il est actionné par une chaudière à vapeur située en amont, aujourd'hui, un moteur électrique a pris le relais. Le funiculaire  couvre une distance de 1 077 m sur un dénivelé de 234 m en 8 minutes environ et se déplace à une vitesse de 2,5 m/s. Le trajet s'effectue toutes les 30 minutes sur une ligne à voie unique par deux wagons  nommés Gigio et Gigia (de 40 personnes chacun) avec un  évitement à mi-parcours. Chaque wagon de couleur rouge possède trois compartiments équipés de banquettes en bois. La pente du parcours varie de 12 % à 38,5 %, avec une moyenne de 20,5 %.